# Nati nel 2003/Novembre
| Questa pagina contiene informazioni ricavate automaticamente dalle voci biografiche con l'ausilio del template Bio e di un bot. L'aggiornamento è periodico e automatico e ricostruisce completamente la pagina. Se manca una persona in questa lista, sei pregato di non aggiungerla, ma accertati piuttosto che la sua voce biografica contenga il template Bio e che i dati anagrafici siano correttamente compilati. Se il template Bio manca, inseriscilo tu stesso o, in alternativa, metti l'avviso {{tmp\|Bio}} che ne segnala la mancanza. Se i dati riportati sono sbagliati, correggi direttamente la voce biografica; le modifiche saranno visibili in questa lista entro pochi giorni. Per chiarimenti vedi il progetto biografie. La lista contiene solo le 117 persone che sono citate nell'enciclopedia e per le quali è stato implementato correttamente il template Bio. Pagina aggiornata al 18 ago 2025. |

- 1º novembre - Dominik Marczuk, calciatore polacco
- 1º novembre - Ernest Nuamah, calciatore ghanese
- 1º novembre - Lautaro Rivero, calciatore argentino
- 2 novembre - Ludvig Nåvik, calciatore svedese
- 2 novembre - Jochem Ritmeester van de Kamp, calciatore olandese
- 3 novembre - Lian Junjie, tuffatore cinese
- 3 novembre - Alexis Tibidi, calciatore francese
- 4 novembre - Moussa Diakité, calciatore maliano
- 4 novembre - Lachlan Kennedy, velocista australiano
- 4 novembre - Dexter Lembikisa, calciatore giamaicano
- 5 novembre - 4batz, cantante e rapper statunitense
- 5 novembre - Aaliyah Butler, velocista statunitense
- 5 novembre - Shea Charles, calciatore nordirlandese
- 5 novembre - Josh Conerly Jr., giocatore di football americano statunitense
- 5 novembre - Eduardo Francisco, cestista angolano
- 5 novembre - Wilfried Gnonto, calciatore italiano
- 5 novembre - Kayden Harrack, calciatore grenadino
- 5 novembre - Moses Nyeman, calciatore statunitense
- 5 novembre - Julian Phillips, cestista statunitense
- 5 novembre - Jaylin Smith, giocatore di football americano statunitense
- 6 novembre - Niklas Behrens, ciclista su strada e ciclocrossista tedesco
- 7 novembre - Kyle Filipowski, cestista statunitense
- 7 novembre - Milos Kerkez, calciatore serbo
- 7 novembre - Lara McDonnell, attrice irlandese
- 7 novembre - Park Ji-hu, attrice sudcoreana
- 7 novembre - Vladislav Torop, calciatore russo
- 7 novembre - Cason Wallace, cestista statunitense
- 8 novembre - Aymeric Ahmed, calciatore comoriano
- 8 novembre - Keyonte George, cestista statunitense
- 8 novembre - Marco Hoffmann, calciatore austriaco
- 9 novembre - Stephen Awuah Baffour, velocista italiano
- 9 novembre - Aidan Denholm, calciatore scozzese
- 9 novembre - Sankara Karamoko, calciatore ivoriano
- 10 novembre - Aske Adelgaard, calciatore danese
- 10 novembre - Maria Esposito, attrice italiana
- 10 novembre - Harun Hamid, calciatore pakistano
- 10 novembre - Grace Loinach Nawowuna, mezzofondista keniota
- 10 novembre - Ignacio Rodríguez Elduayen, calciatore uruguaiano
- 10 novembre - Martim Tavares, calciatore portoghese
- 11 novembre - Akari Fujinami, lottatrice giapponese
- 11 novembre - Dominik Hollý, calciatore slovacco
- 11 novembre - Claudia Janvier, nuotatrice artistica francese
- 11 novembre - Alíz Kump, pallavolista ungherese
- 12 novembre - Taïryk Arconte, calciatore francese
- 12 novembre - Shemar Stewart, giocatore di football americano statunitense
- 13 novembre - Emma Aicher, sciatrice alpina tedesca
- 13 novembre - Maïa Hirsch, cestista francese
- 13 novembre - Mikel Jauregizar, calciatore spagnolo
- 13 novembre - Victoria Kjær Theilvig, modella danese
- 13 novembre - Salma Paralluelo, calciatrice e ex velocista spagnola
- 13 novembre - Oleksandr Saputin, calciatore ucraino
- 13 novembre - Malaki Starks, giocatore di football americano statunitense
- 14 novembre - Itzamary Gonzalez Cuellar, nuotatrice artistica messicana
- 14 novembre - Brandon Jacobson, scacchista statunitense
- 14 novembre - Lukas Nerurkar, ciclista su strada britannico
- 14 novembre - Hamzat Ojediran, calciatore nigeriano
- 15 novembre - Yannick Nzosa, cestista della Repubblica Democratica del Congo
- 15 novembre - Facundo Pérez, calciatore uruguaiano
- 15 novembre - Cristian Volpato, calciatore australiano
- 16 novembre - Ana Castela, cantante brasiliana
- 16 novembre - Adela Piskorska, nuotatrice polacca
- 16 novembre - Bradgley Rodríguez, giocatore di baseball venezuelano
- 16 novembre - Abedallah Shelbayh, tennista giordano
- 17 novembre - Mimeirhel Benita, calciatore olandese
- 17 novembre - Jakob Breum, calciatore danese
- 17 novembre - Joel Ibler Lillesø, mezzofondista danese
- 17 novembre - Henrik Meister, calciatore danese
- 18 novembre - Jalen Duren, cestista statunitense
- 18 novembre - Nikolaj Memola, pattinatore artistico su ghiaccio italiano
- 18 novembre - Marija Timofeeva, tennista russa
- 19 novembre - Yaser Asprilla, calciatore colombiano
- 19 novembre - Remo Imhof, saltatore con gli sci svizzero
- 19 novembre - Gift Mphande, calciatore zambiano
- 20 novembre - Gradey Dick, cestista statunitense
- 20 novembre - Anna Tóth, ostacolista e velocista ungherese
- 20 novembre - Zento Uno, calciatore giapponese
- 20 novembre - Milan de Haan, calciatore olandese
- 21 novembre - Bilal Mazhar, calciatore egiziano
- 21 novembre - Edison Azcona, calciatore dominicano
- 21 novembre - Giulio Pellizzari, ciclista su strada italiano
- 21 novembre - Wang Liangyao, saltatrice con gli sci cinese
- 22 novembre - Omari Glasgow, calciatore guyanese
- 22 novembre - Taylor Hendricks, cestista statunitense
- 22 novembre - Marko Soldo, calciatore bosniaco
- 23 novembre - Lawrence Agyekum, calciatore ghanese
- 23 novembre - Xavier Valdez, calciatore statunitense
- 23 novembre - Rida Zouhir, calciatore canadese
- 23 novembre - Gonzalo Álvez, calciatore argentino
- 24 novembre - Lucas Beraldo, calciatore brasiliano
- 24 novembre - Carl-Frederik Bévort, pistard e ciclista su strada danese
- 24 novembre - Adriana Cerezo, taekwondoka spagnola
- 24 novembre - Giovane Santana do Nascimento, calciatore brasiliano
- 25 novembre - Matěj Hadaš, calciatore ceco
- 25 novembre - Pavel Mintjukov, hockeista su ghiaccio russo
- 25 novembre - Dragan Stoisavljević, calciatore serbo
- 26 novembre - Aileen Kuhn, martellista tedesca
- 26 novembre - Karolína Maňasová, velocista ceca
- 26 novembre - Viktória Mihályvári-Farkas, nuotatrice ungherese
- 26 novembre - Leonard Miller, cestista canadese
- 26 novembre - Rudy Varane, calciatore francese
- 27 novembre - Natalie Corless, ex slittinista canadese
- 27 novembre - Isaac Del Toro, ciclista su strada e ciclocrossista messicano
- 27 novembre - Jahor Karpicki, calciatore bielorusso
- 28 novembre - Moin Ahmed, calciatore pakistano
- 28 novembre - Alice Corelli, calciatrice italiana
- 28 novembre - Lana Eberle, pistard e ciclista su strada tedesca
- 28 novembre - Alfie Gilchrist, calciatore inglese
- 28 novembre - Kōnstantinos Koulierakīs, calciatore greco
- 28 novembre - Bilal Nadir, calciatore marocchino
- 28 novembre - Nicolás Romero, calciatore argentino
- 29 novembre - Malomo Ayodeji, calciatore nigeriano
- 30 novembre - Jahi Di'Allo Winston, attore statunitense
- 30 novembre - Mahamadou Diarra, calciatore maliano
- 30 novembre - Aleksandăr Nikolov, pallavolista bulgaro
- 30 novembre - Abderezak Suleman, mezzofondista eritreo
- 30 novembre - Gregory Torres, pallavolista portoricano
- 30 novembre - Zhaniya Zhiyengazy, nuotatrice artistica kazaka